# Маргонін
Маргонін (пол. Margonin) — місто в північно-західній Польщі.

## Демографія
Демографічна структура станом на 31 березня 2011 року:
|          | Загалом | Допрацездатний вік | Працездатний вік | Постпрацездатний вік |
| -------- | ------- | ------------------ | ---------------- | -------------------- |
| Чоловіки | 1507    | 342                | 1040             | 125                  |
| Жінки    | 1531    | 303                | 942              | 286                  |
| Разом    | 3038    | 645                | 1982             | 411                  |